# Idioma avéstico

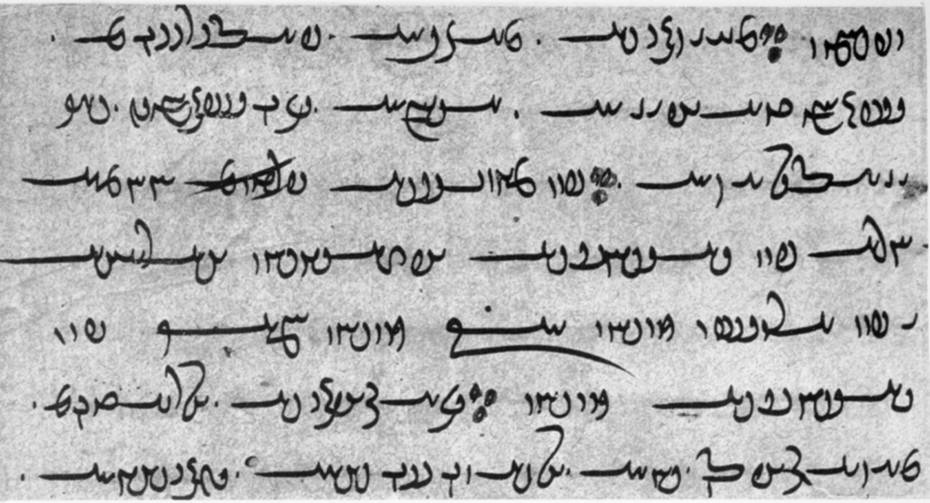
Yasna 28.1, Ahunavaiti Gatha (Bodleiano MS J2).

El avéstico es una de las lenguas más antiguas de la familia indoeuropea. El material textual se divide en dos clases: el que contiene textos religiosos del zoroastrismo, que datan de fines del I milenio a. C., y el que contiene el cuerpo poético que engloba la mitología y las tradiciones del antiguo Irán; algo de este último material es prezoroástrico.
Curiosamente, ninguna de estas dos clases de material fue registrada en escritura avéstica hasta que la lengua avéstica desapareció, lo cual ocurrió entre los siglos IV y VI d. C.
Para registrar estas tradiciones literarias se recurrió al alfabeto pahlavi, adaptándolo y ampliándolo para recoger la riqueza fonológica de la antigua lengua avéstica. A esta codificación se le dio el nombre de Avesta. El alfabeto pahlavi tenía 16 letras, que con las adiciones y modificaciones se convirtieron en las 48 del avéstico, si bien algunas de las grafías son variantes posicionales. Hay 14 signos vocálicos, siendo el resto consonantes. Algunas ligaduras pahlevi fueron adoptadas.

## Historia
El avéstico es una de las dos antiguas lenguas iraníes mejor atestiguadas junto con el antiguo persa, pues otras como el medo o el escita son conocidas solo por palabras ocasionales y nombres trasmitidos en otras lenguas. El material textual en avéstico se puede dividir en dos categorías por su contenido:
- Los textos religiosos del zoroastrismo, que proceden en parte de fines del I milenio a. C.
- El corpus de textos poéticos impregnados de mitología y tradiciones épicas del antiguo Irán, siendo algo de este material anterior al zoroastrismo.

Ninguna de estas dos partes fue recogida por escrito hasta mucho después de que el avéstico había dejado de ser una lengua viva, siendo trasmitidos ambos cuerpos de literatura por vía oral hasta su codificación por escrito entre los siglos IV al VI d. C., durante el Imperio sasánida (entre el 224 y el 651 d. C.).
Con el fin de registrarlos se usó el alfabeto pahlevi, si bien con adaptaciones y amplificaciones para acomodarlo a los sonidos de la lengua avéstica. A esta codificación se le dio el nombre de Avesta, mientras que a la traducción que la acompañaba y al comentario se le dio el nombre de Zand-avesta. Es muy posible que todo este material fuera más extenso de lo que actualmente es, debido a la pérdida de una parte del mismo durante las invasiones musulmanas. El contenido del Avesta tal como ahora es conocido comprende:
- El canon zoroástrico: el Yasna, incluyendo los Gathas y los Homyašt. El Yasna (‘ofrecimientos’),[1] o adoración es la principal pieza litúrgica del canon.[2] Consiste de alabanzas y oraciones donde van insertados los Gathas (‘himnos’), que contienen enseñanzas y doctrinas de Zoroastro.
- El Vispered, que consiste de adiciones al Yasna y contiene invocaciones y ofrendas de adoración a 'todos los señores' (vispe ratavo), de ahí el nombre vispered.
- Textos menores, Nyaishes, Gahs, Sirozahs, Afringans, que consisten de porciones breves, alabanzas y bendiciones para ser recitadas diariamente o en ocasiones especiales.
- El Vendidad o 'ley contra los daevas o demonios' (vidaeva data). El primer capítulo contiene un relato dualista de la creación, el segundo el relato de Yima, la edad dorada, y la venida de un viento destructivo, el diluvio iranio. El resto de los capítulos tratan mayormente sobre cuestiones ceremoniales, rituales y legales.
- Los Yašts (yešti, 'adoración por la alabanza') contienen himnos de alabanza y adoración a las divinidades o ángeles (yazatas).

Además hay un número de fragmentos, citas y glosas.

## Dialectos
En el Avesta (I milenio a. C.) se pueden reconocer dos dialectos: el dialecto gatha que es la lengua de las partes más antiguas y el dialecto clásico, que es la lengua del cuerpo central del Avesta. El primero es más arcaico y tiene una relación con el segundo similar a la que el védico tiene con el sánscrito clásico o el griego homérico con el ático. El dialecto gatha fue la lengua de Zoroastro y sus seguidores siendo su estructura gramatical muy pura. El avéstico clásico muestra, en sus últimas composiciones, muchas corrupciones y confusiones en sus declinaciones.

## Escritura
El alfabeto avéstico procede de las 16 letras del alfabeto pahlevi, que se expandieron hasta 48 y algunas de las grafías tienen valor posicional. Hay 14 signos vocálicos y el resto son consonantes. También se adoptaron algunas ligaduras pahlevi.
Cada palabra se separa por medio de un punto, no existiendo diacríticos ni acentos.

## Gramática
Las vocales son tres: /i, a, u, ī, ā, ū/ breves y largas. La evidencia interna en los Gathas junto con la evidencia paralela en lenguas emparentadas indica la existencia en el avéstico antiguo de un sistema tonal similar al sánscrito védico. En etapas posteriores el tono fue reemplazado por un acento tónico en la penúltima sílaba si era larga y si no en la antepenúltima.
El avéstico posee una facilidad para formar palabras por medio de prefijos y añadiendo sufijos a las derivaciones primaria y secundaria.
Los nombres y los adjetivos llevan género (masculino, femenino, neutro), número (singular, dual y plural) y caso (ocho).
Los verbos tienen voces activa y media, cuatro modos: indicativo, imperativo, subjuntivo y optativo y tres tiempos: presente, aoristo y perfecto. El orden de la frase es libre.